# Gustav Albrecht af Sayn-Wittgenstein-Berleburg
Prins Gustav Albrecht til Sayn-Wittgenstein-Berleburg (tysk: Gustav Albrecht Prinz zu Sayn-Wittgenstein-Berleburg; 28. februar 1907 - 1944 (officielt erklæret død 29. november 1969) var en tysk prins, der var familieoverhoved for fyrstehuset Sayn-Wittgenstein-Berleburg.

## Biografi
Prins Gustav Albrecht blev født den 28. februar 1907 i Berleburg i Tyskland som den ældste søn af prins Richard, 4. Fyrste af Sayn-Wittgenstein-Berleburg (1882-1925) i hans ægteskab med prinsesse Madeleine af Löwenstein-Wertheim-Freudenberg. 
Hans far var fyrste af det mediatiserede tyske fyrstendømme Sayn-Wittgenstein-Berleburg. Han mistede dog sin titel, da monarkiet blev afskaffet i Tyskland ved Novemberrevolutionen i 1918. Uofficielt fortsatte brugen af fyrstetitlen dog, også efter 1918.
Prins Gustav Albrechts far døde den 25. april 1925 som følge af et trafikuheld, hvorefter Gustav Albrecht blev familieoverhoved.
Prins Gustav Albrecht blev under Anden Verdenskrig meldt savnet under krigstjeneste i Rusland i sommeren 1944. Han blev dog først officielt erklæret død den 29. november 1969, hvorefter hans søn Richard også juridisk blev familieoverhoved, uden dog af den grund at gøre brug af titlen som fyrste.

## Ægteskab
Prins Gustav Albrecht giftede sig den 26. januar 1934 i Björnlunda i Sverige med den  svenske grevinde Margareta Fouché d'Otrante, datter af den 6. Hertug d'Otrante.

## Børn
| Navn      | Født             | Bemærkninger |
| --------- | ---------------- | --- |
| Richard   | 29. oktober 1934 | Gift 1968 med Prinsesse Benedikte af Danmark (f. 1944)                                                                 |
| Madeleine | 22. april 1936   | Gift med Otto, Greve af Solms-Laubach                                                                                  |
| Robin     | 29. januar 1938  | Gift 1. gang med (og skilt 1979 fra) Birgitta af Klercker (1942-2007) Gift 2. gang med Marie-Christine Heftler-Louiche |
| Tatiana   | 31. juli 1940    | Gift med landgreve Moritz af Hessen                                                                                    |
| Pia       | 8. december 1942 | |